# Самуїл Міку-Кляйн
Самуїл Міку-Кляйн (рум. Samuil Micu-Klein; вересень 1745, Саду — 13 травня 1806, Буда) — румунський церковний і культурний діяч, греко-католицький священник, василіянин, богослов, філософ, історик і філолог, представник так званої Трансільванської школи.

## Життєпис
Народився з ім'ям Маніу Міку в селі Саду, Трансільванія, Австрійська імперія (нині жудець Сібіу, Румунія), був сином греко-католицького священика і племінником єпископа Іноченціу Міку-Кляйна.
Освіта спочатку отримав у семінарії міста Блаж і в 1762 році вступив до Василіянського чину, де 14 жовтня отримав чернече ім'я Самуїл. Пізніше продовжив навчання в Блажі (1762–1766) і отримав стипендію для навчання в католицькій колегії «Pazmaneum» у Відні (1766–1772). Про його студентське життя у Відні збереглося мало подробиць, але відомо, що окрім філософії і богослов'я, він вивчав експериментальну фізику, механіку і математику.
У 1772 році, повернувшись в Блаж як викладач етики та математики в семінарії, Кляйн зустрівся і потоваришував із єпископом Григорієм Майором, якого він супроводжував у поїздках по його дієцезії, метою яких було проповідування ідеї єдності з Римом. Ці поїздки виявилася корисними в дослідженнях Кляйном румунської мови, особливо діалекту, на якому говорили селяни, і в ході них він збирав матеріали для своєї майбутньої праці з граматики. Кляйн також цікавився румунським фольклором, його твори були одними з найбільш ранніх робіт з цієї тематики.
У 1774 році закінчив історичну працю під назвою «De ortu progressu conversione valachorum episcopis item archiepiscopis et metropolitis eorum», у якій виклав свої погляди щодо походження румунів від древніх римлян і про витоки католицької віри в Дакії. Мабуть, його метою було зробити єпископство митрополією, щоб воно перестало входити до складу архиєпархії Естергома.
Він вирушив до Відня в 1779 році, щоб стати префектом студій в колегії Барбареум в 1780 році, спільно з Ґеорґе Шінкаєм, він опублікував першу граматику румунської мови «Elementa linguae Daco-romanae sive valachicae».
Самуїл Кляйн повернувся в Блаж і з 1782 по 1804 рік написав кілька наукових праць і виконав ряд перекладів.
У 1804 році Міку-Кляйн переїхав у Буду, де став редактором друкарні книг румунською мовою в місцевому університеті — в надії, що це дозволить йому опублікувати свої історичні праці, проте помер два роки по тому, через що його плани не були втілені в життя.

## Творчість

### Праці з мовознавства
Кляйн разом із іншим представником Трансільванської школи — Ґеорґе Шінкаєм написали латинською мовою, а потім видали першу граматику румунської мови під назвою «Основи дако-романської або волоської мови» (лат. Elementa linguae Daco-Romane sive Valahicae, 1780). У цій граматиці, подібно як у його пізніших словниках замість слів слов'янського, угорського і турецького походження, подані неологізми, утворені на базі латини.
Ці старання виникли із бажання віднести румунську (волоську) мову, яка в тім часі зазнала слов'янських впливів, до романської мовної сім'ї. Свідома романізація мови становила істотний елемент румунського «національного відродження», яке значною мірою опиралося на віру про чисто римське походження румунів. У дусі рероманізації мови був укладений також «Волосько-латинсько-німецько-угорський словник» (лат. Dictionarium valahico-latino-germanico-hungaricum), який був одним із перших в історії словників румунської (волоської) мови. Цей словник після смерті Кляйна доповнив і видав у 1825 році під зміненою назвою («Будський словник» — «Lexiconul de la Buda») Петру Майор.

### Праці з історіографії
У рукописах Кляйн залишив історичну працю «Коротка історична відомість про походження і розвиток дакорумунського народу» (лат. Brevis historica notitia originis et progressu nationis Daco-Romanae, 1778) та історію, написану в формі катехизму під назвою «Історія румунів у питаннях і відповідях» (рум. Istoria românilor cu întrebări şi răspunsuri, 1791). У 1800–1806 роках працював над монументальною працею «Історія, діяння і доля румунів» (рум. Istoria, lucrurile şi întîmplările românilor), яка мала охопити історію трьох держав: Семигороду, Волощини і Молдови.
|                       | Таку саму ролю, яка припала Маркіянові Шашкевичеві на галицькій землі, як відновникові національного, культурного й письменницького життя, відіграв Кляйн серед семигородських румунів з кінцем XVIII століття |
| — Амвросій Андрохович | |

## Твори

### Рукописи
- «Brevis historica notitia originis et progressu nationis Daco-Romanae» (1778),
- «Istoria, lucrurile şi întîmplările românilor» (1800—1806),
- «Dictionarium valahico-latino-germanico-hungaricum».

### Видані за життя
- «Carte de rogacioni pentru evlavia homului chrestin» (Відень, 1779),
- «Elementa linguae Daco-Romanae sive Valahicae» (Відень, 1780, 2-ге вид. 1805),
- «Dissertatio canonica de Martimonio juxta disciplinam Graecae Orientalis Eccleasiae» (Відень,1782),
- «Propovedanie sau învăţături la îngropăciunea oamenilor morţi» (Блаж, 1784; кирилицею),
- «Biblia adecă Dumnezeiască scriptură a legii vechi şi a celei noao» (Блаж, 1795; кирилицею),
- «Theologhiia moralicească sau bogosloviia» (Блаж, 1796; кирилицею),
- «Loghica, adecă partea cea cuântătoare a filosofiei» (Буда, 1799; кирилицею),
- «Legile firei, ithica şi politica sau filosofia cea lucrătoare» (Сібіу, 1800),
- «Theologie dogmatică şi moralicească despr taine peste tot» (Блаж, 1801),
- «Acathist sau carte cu multe rugatsuni pentru evlavia fiestequarui creştin» (Сібіу, 1801).

### Посмертні видання
- «Dictionarium valahico-latino-germanico-hungaricum» (розширив і видав під назвою «Lexiconul de la Buda» Петру Майор, 1825),
- «Historia daco-romanorum sive valachorum» (фрагменти в: «Instrucţiunea publică», 1861),
- «A lui Lucian Samosateanul a istoriei ceii adevărate» (в: «Cultura creştină», XXII, nr 1-6, 1942),
- «Dictonarium valahico-latinum» (Будапешт, 1944),
- «Scurtă cunoştinţă a istorii românilor» (Бухарест, 1963),
- «Scrieri filosofice» (Бухарест, 1966; критичне видання),
- «Elementa linguae daco-romanae sive valachice» (1980),
- «Istoria bisercicească» (1993),
- «Istoria românilor» (Бухарест, 1995).

## Галерея

Самуїл Міку-Кляйн
Скульптурна композиція «Трансільванська школа» авторства Ромула Ладі, Клуж-Напока
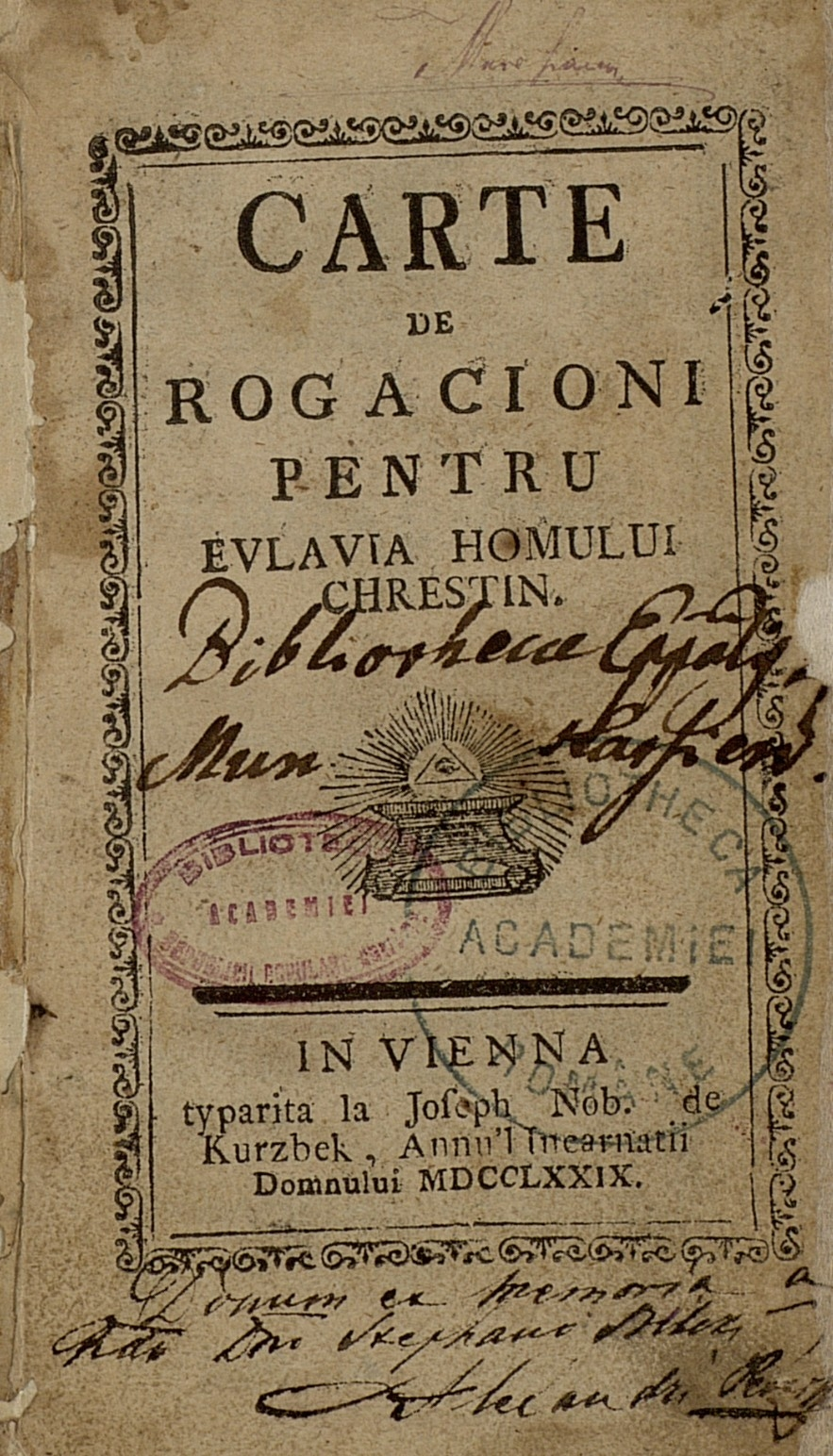
«Carte de rogacioni pentru evlavia homului chrestin», Відень 1779
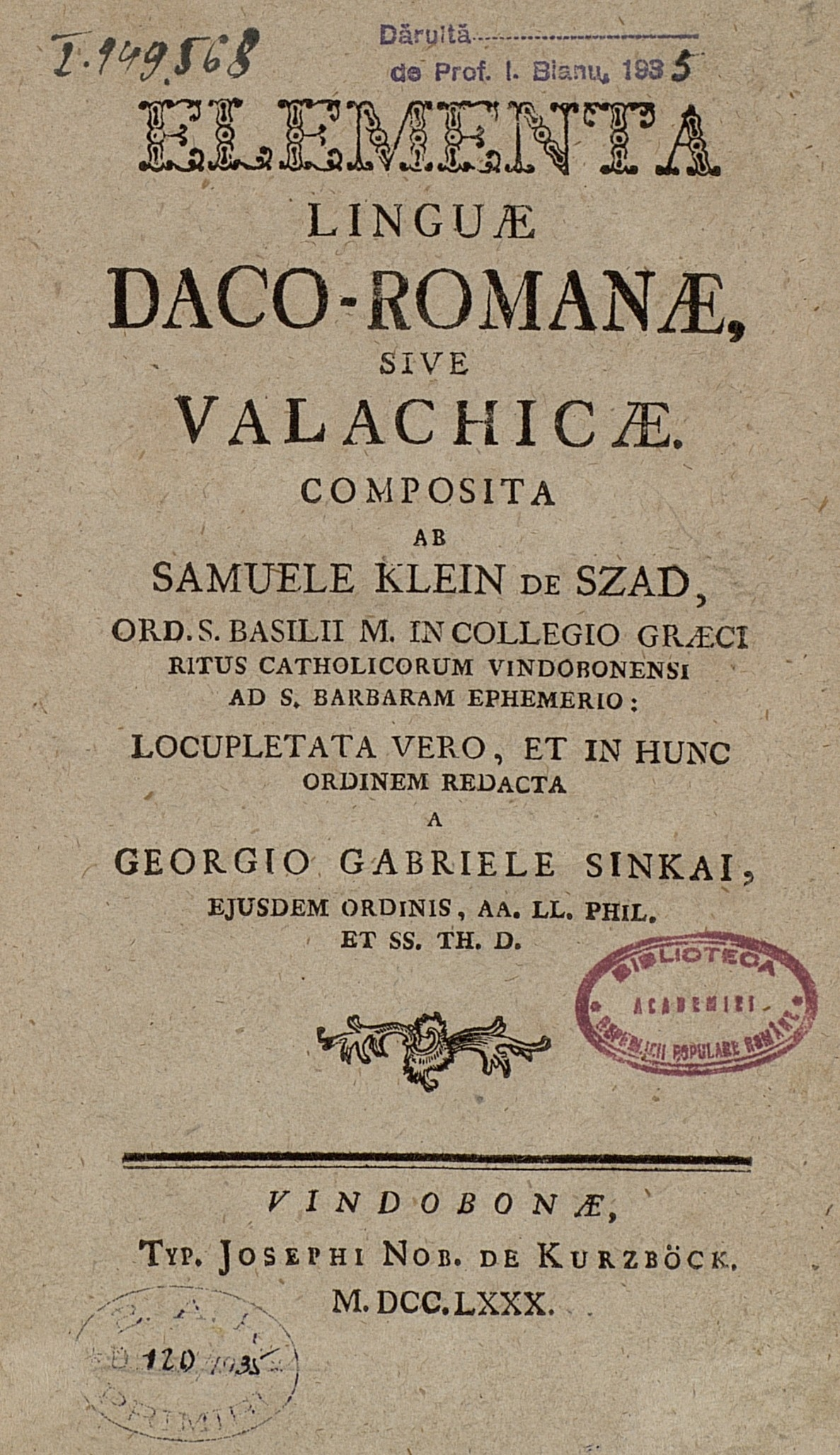
«Elementa linguae Daco-Romanae sive Valahicae», Відень 1780
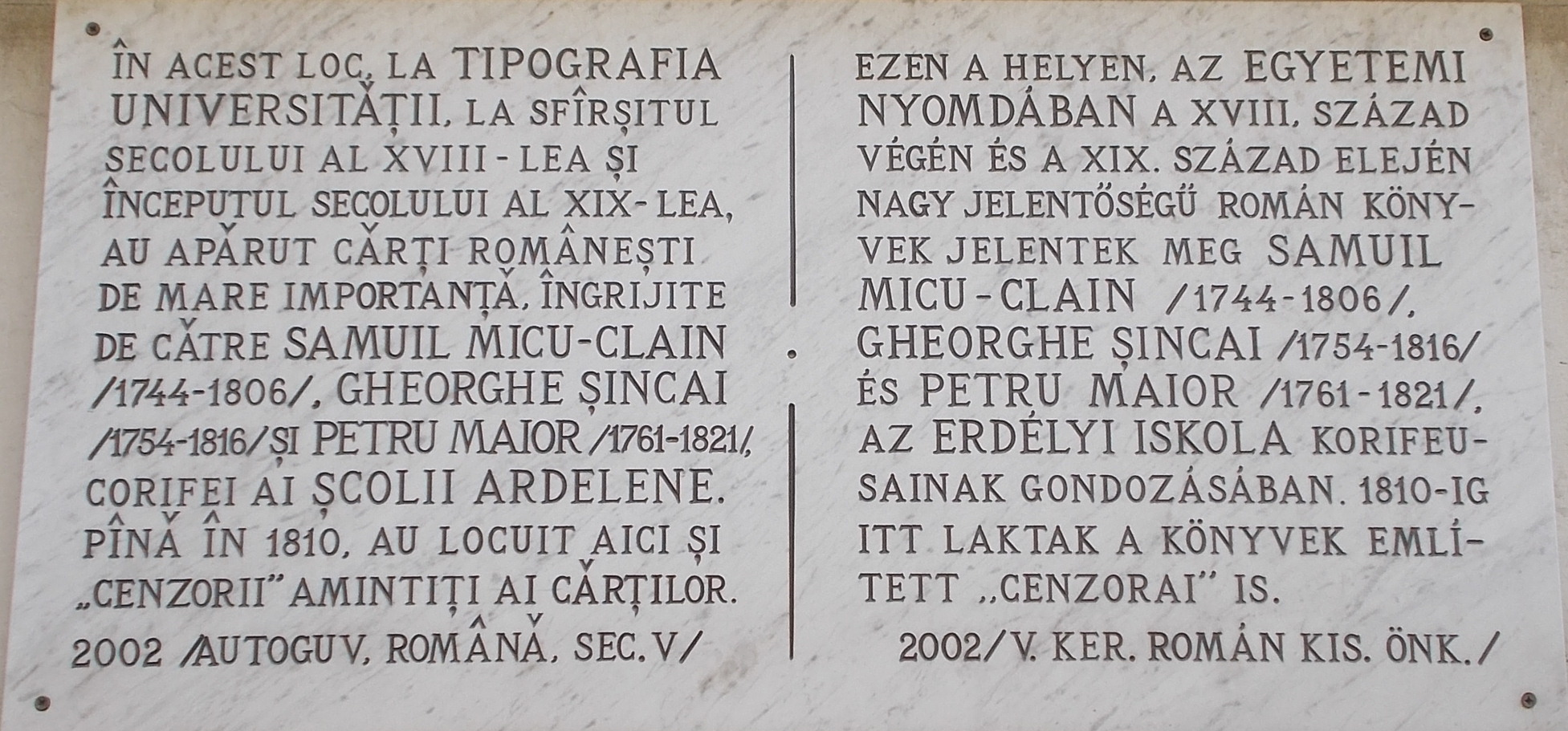
Пам'ятна таблиця на честь представників Трансільванської школи, Будапешт